# Alina Talaj
Alina Henadzewna Talaj (Аліна Генадзеўна Талай) (Orsja, 14 mei 1989) is een atleet uit Wit-Rusland.
Bij de Olympische Zomerspelen van Londen in 2012 liep Talaj voor Wit-Rusland op de 100 meter horden en de 4x100 meter sprint.
Vier jaar later, op de Olympische Zomerspelen van Rio de Janeiro in 2016, liep Talaj de 100 meter horden.
Op de Europese kampioenschappen indooratletiek 2013 en de Europese kampioenschappen indooratletiek 2017 behaalde Talaj beide malen een zilveren medaille op de 60 meter horden, nadat ze op de Europese kampioenschappen atletiek 2012 al de gouden medaille had behaald.
Op de Europese kampioenschappen atletiek 2016 liep ze naar de tweede plaats op de 100 meter horden.
- World Athletics: 14269587